# Карменсита (фильм)
«Карменсита» — короткометражный, немой, черно-белый фильм американского режиссёра Уильяма Диксона, снят в 1894 году. В фильме показана испанская танцовщица Карменсита, исполняющая свой танец на деревянном планшете сцене. Согласно киноведу Чарльзу Муссеру, Карменсита стала первой женщиной, заснятой на камеру Эдисона и, возможно, первой снимавшейся в кино женщиной в истории американского кинематографа.

## Описание
Карменсита исполняла испанские танцы в нью-йоркском мюзик-холле «Костер и Биал» начиная с февраля 1890 года. Она одета в традиционный испанский костюм — широкое платье с панье по моде конца XVIII века.
Фильм снят аппаратом «Кинетограф», одним из первых устройств для записи движущегося изображения. Длина ролика стандартна для первых немых фильмов, снимавшихся на стандартной катушке киноплёнки «Кодак-Эдисон» 50 футов или 15,24 метра. При съёмке использовалась частота 40 кадров в секунду, обычная для «Кинетографа», которым снят ролик.
Несмотря на то, что фильм длится 21 секунду, студия снимала его 6 дней. В итоге получилось 15 метров киноленты на 35-миллиметровой киноплёнке.